# Arenaria ludlowii
Arenaria ludlowii är en nejlikväxtart som beskrevs av Hiroshi Hara. Arenaria ludlowii ingår i släktet narvar, och familjen nejlikväxter. Inga underarter finns listade i Catalogue of Life.